# Кузра (селище)
Кузра (рос. Кузра) — селище у Подпорозькому районі Ленінградської області Російської Федерації.
Населення становить 94 особи. Належить до муніципального утворення Вінницьке сільське поселення.

## Історія
Згідно із законом від 1 вересня 2004 року № 51-оз належить до муніципального утворення Вінницьке сільське поселення.

## Населення
| 1873 | 1905 | 1958 | 1997 | 2007 | 2010 |
| ---- | ---- | ---- | ---- | ---- | ---- |
| 46   | ↗74  | ↗200 | ↘147 | ↘104 | ↘94  |